# Bresles
Bresles (pikardiska:Brèle) är en kommun i departementet Oise i regionen Hauts-de-France i norra Frankrike. Kommunen ligger i kantonen Nivillers som tillhör arrondissementet Beauvais. År 2022 hade Bresles 4 032 invånare.

## Befolkningsutveckling
Antalet invånare i kommunen Bresles
| Referens: INSEE |